# Aermacchi Ghibli
Die Aermacchi Ghibli (auch Aermacchi 125 Modello U) ist ein Motorroller, den der italienische Hersteller Aeronautica Macchi von 1953 bis 1955 baute. „Ghibli“ bezeichnet einen Südwind im nördlichen Afrika.

## Geschichte
Die Ghibli wurde 1953 vorgestellt und war der Nachfolger des ersten motorisierten Zweirades des Herstellers, der Cigno. Bereits 1955 wurde die Ghibli von der Zeffiro abgelöst.

## Technik
Motor und Antrieb
Die Ghibli hat einen luftgekühlten Einzylinder-Zweitaktmotor mit nahezu waagerecht liegendem Zylinder und Rundschiebervergaser mit 17 mm Durchlass. Auf dem linken Stumpf der zweifach gelagerten Kurbelwelle sitzt eine Mehrscheiben-Trockenkupplung, über die die Motorkraft an ein geradverzahntes Dreiganggetriebe weitergeleitet wird. Das Hinterrad wird über eine Kette angetrieben.
Der Kraftstofftank mit dem Öl-Benzin-Gemisch im Verhältnis 1 : 17 befindet sich unter dem Sattel. Der Zündfunke kommt von einem Zündlichtmagnet.
Rahmen und Fahrwerk
Gegenüber dem Vorgängermodell mit Pressstahlrahmen hat die Ghibli einen Stahlrohrrahmen. Beide Räder sitzen in gefederten Schwingen (vorn geschoben, hinten gezogen) mit Reibungsstoßdämpfern. Am Lager der hinteren Schwinge sind auch Motor und Getriebe befestigt. Rahmen und Kotflügel sind in mittelgrau oder schwarz lackiert.
Räder und Bremsen
Die Drahtspeichenräder sind vorn und hinten mit 17 Zoll gleich groß, in beide sind Halbnaben-Trommelbremsen eingebaut. Die vordere Bremse wird mit einem Handhebel am Lenker und einem Seilzug betätigt, die hintere über einen Fußhebel an der linken Motorseite und ein Gestänge.

### Technische Daten
| Baujahre              | 1953–1955                                                 |                              |                              |
| Motor                 | fahrtwindgekühlter Einzylinder-Zweitaktmotor, Kickstarter |                              |                              |
| Hubraum               | 123 cm³                                                   |                              |                              |
| Verdichtung           | 5,7 : 1                                                   |                              |                              |
| Bohrung × Hub         | 52 × 58 mm                                                |                              |                              |
| Nennleistung          | 4,5 PS (3,3 kW) bei 4500/min                              |                              |                              |
| Vergaser              | Rundschiebervergaser, 17 mm Ansaugdurchmesser             |                              |                              |
| Schmierung            | Zweitaktgemisch 1 : 17                                    |                              |                              |
| Zündung               | Magnetzündung                                             | Magnetzündung                | Magnetzündung                |
| Kupplung              | Mehrscheiben-Trockenkupplung                              | Mehrscheiben-Trockenkupplung | Mehrscheiben-Trockenkupplung |
| Getriebe              | 3-Gang-Getriebe                                           |                              |                              |
| Endantrieb            | Kette                                                     |                              |                              |
| Rahmenbauart          | Stahlrohrrahmen                                           |                              |                              |
| Radaufhängung vorn    | geschobene Langschwinge mit Reibungsstoßdämpfer           |                              |                              |
| Radaufhängung hinten  | Langschwinge mit Reibungsstoßdämpfer                      |                              |                              |
| Bereifung vorn        | 2,75 × 17″                                                |                              |                              |
| Bereifung hinten      | 2,75 × 17″                                                |                              |                              |
| Bremse vorn           | Halbnaben-Trommelbremse, handbetätigt, ø 125 mm           |                              |                              |
| Bremse hinten         | Halbnaben-Trommelbremse, fußbetätigt, ø 125 mm            |                              |                              |
| Leergewicht           | 70 kg                                                     |                              |                              |
| Höchstgeschwindigkeit | 78 km/h                                                   |                              |                              |

Quellen: 